# (12437) Westlane
(12437) Westlane (1996 BN6) – planetoida z grupy pasa głównego asteroid okrążająca Słońce w ciągu 5,2 lat w średniej odległości 3 j.a. Odkryta 18 stycznia 1996 roku.